# 1988 AX4
1988 AX4 är en asteroid i huvudbältet som upptäcktes den 13 januari 1988 av den belgiske astronomen Henri Debehogne vid La Silla-observatoriet.
Den tillhör asteroidgruppen Vesta.